# 蓝草地区

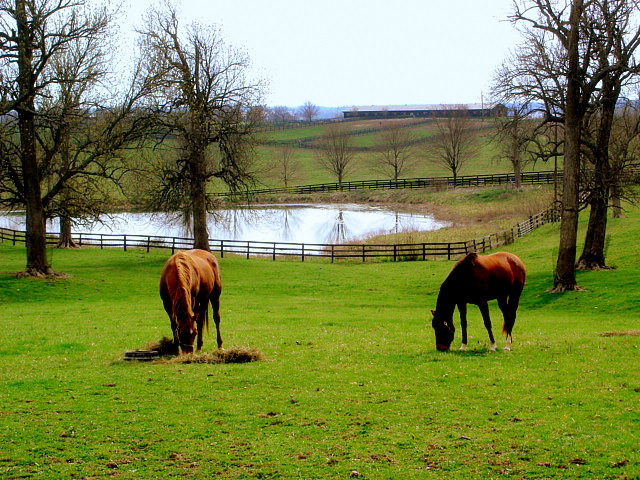
蓝草地区有数百个牧马场

肯塔基州的地理区域，蓝草地区位于其北部

藍草地區（英語：Bluegrass region）是美國肯塔基州的一個地理区域。它構成了該州的中部和北部，大致以法蘭克福、巴黎、里士满和斯坦福等城市為界。它是內陸低高原生態區的一部分。
“藍草”是美國早熟禾属植物的通用名稱，最著名的是肯塔基藍草。儘管該早熟禾屬植物的名字是“肯塔基藍草”，但它原產於歐洲，很可能是在1600年左右引入美國的。

## 地质特點
藍草地區的特點是擁有奧陶紀的含化石石灰岩、白雲岩和頁岩。山丘連綿起伏，土壤肥沃，適合種植牧草。
蓝草地区东边以坎伯兰高原为界，以波茨维尔悬崖为界。在南部和西部，它与彭尼罗高原（Pennyroyal Plateau）（也称为彭尼里尔高原）接壤，与 另一个悬崖穆德拉夫山（Muldraugh Hill）形成边界。该地区的大部分地区都是肯塔基河及其支流的水源。这条河在该地区切出了一条被称为肯塔基河栅栏的深峡谷，保留了蜿蜒的河道，这表明这条河曾经是一个低谷，后来突然隆起。特别是在肯塔基河附近，该地区呈现出喀斯特地貌，有天坑、洞穴和消失的溪流，这些溪流从地下流入河流。

## 历史
在欧美人定居之前，美洲原住民的各种文化就生活在该地区。蓝草地区在殖民化之前的状态鲜为人知，但人们认为它是一种被称为橡树稀树草原的稀树草原，其开阔的草原上生长着三叶草、巨大的河藤（一种竹子）和分散的巨大树木，主要是伯橡木、蓝白蜡木、舒马德橡木、钦卡平橡木和胡桃木。
美国独立战争（1775-1783）之后的几十年里，大量美国人在该地区定居。他们大部分来自弗吉尼亚州。到了1800年，这些种植园主注意到蓝草地区放牧的马匹比其他地区的马匹更耐寒，这是由于土壤的钙含量高，因此马匹饲养开始迅速发展。该地区发展了纯种马以及其他优质牲畜的饲养。肯塔基州的牲畜被运往田纳西州和俄亥俄河谷的其他地区出售。
在奴隶劳工的支持下，种植园主也在种植园种植主要商品作物，如烟草、大麻和葡萄。美国第一家商业酒庄于1801年经肯塔基州议会授权由一群瑞士移民在现今的杰萨明县开设。
自内战前以来，该地区一直是优质牲畜尤其是纯种赛马的饲养中心。自20世纪末以来，该地区的住宅和商业地产不断发展，特别是在商业中心列克星敦周围。农场因城市化而节节败退并慢慢消失。2006年，世界纪念碑基金会将蓝草地区列入其全球100个最濒危地点名单。

## 图集

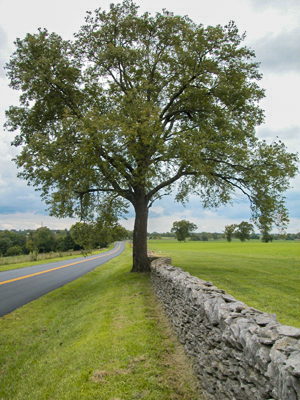
肯塔基州中部当地石灰岩的蓝草和岩石栅栏
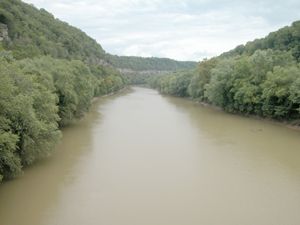
蓝草地区的肯塔基河
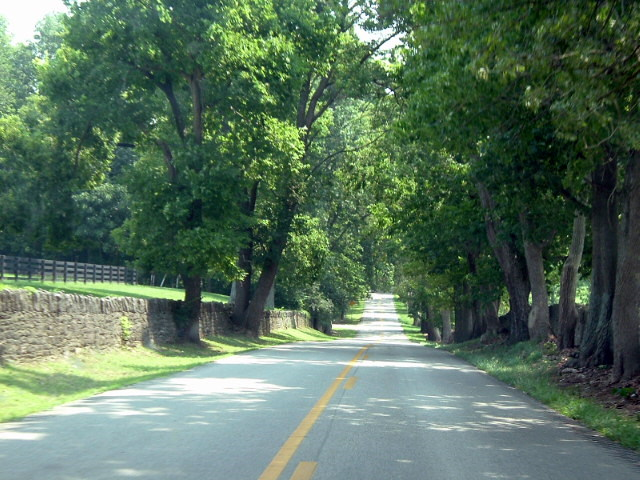
狭窄的乡村道路周围环绕着石头和木板栅栏，是蓝草地区的一道风景。